# Molí de la Llosa
El Molí de la Llosa, també conegut com Molí del Salt, és un molí de Viliella, al municipi de Lles (Cerdanya) protegit com a bé cultural d'interès local.

## Descripció
És un molí enclavat al mig de la vall de la Llosa, a 1600-1500 m d'altitud, per on passa el riu de la Llosa, d'orientació nord-sud. Quan l'aigua surt del molí, hi ha un desnivell del terreny que origina un gran salt d'aigua. És un molí molt malmès, que conserva l'estructura, però el sostre i teulada està ensorrada. La construcció de l'edifici és en planta rectangular, tres pisos i coberta de dos vessants amb teules àrabs i murs en paredar o maçoneria. Quant als materials són còdols de pedra de mida mitjana i en els acabaments d'una de les obertures o finestra de la façana sud veiem maons vista, per la qual cosa va ser utilitzat fins al segle xx. A l'exterior queden restes del que fou la séquia que duia l'aigua al molí, tot cobert per vegetació en l'actualitat. També hi ha restes d'una estructura annexa que amb molta probabilitat, feia la funció de magatzem. A l'interior del molí queden alguns mecanismes amb els quals es treballava al molí: moles i d'altes.